# Большеустинский сельсовет
Большеустинский сельсовет — сельское поселение в Шарангском районе Нижегородской области.
Административный центр — село Большое Устинское.

## История
Статус и границы сельского поселения установлены Законом Нижегородской области от 15 июня 2004 года № 60-З «О наделении муниципальных образований — городов, рабочих посёлков и сельсоветов Нижегородской области статусом городского, сельского поселения».

## Население
| 2002 | 2010 | 2012 | 2013 | 2014 | 2015 | 2016 |
| ---- | ---- | ---- | ---- | ---- | ---- | ---- |
| 788  | ↘629 | ↗638 | ↗641 | ↘624 | ↘605 | ↘588 |
| 2017 | 2018 | 2019 | 2020 | 2021 |      |      |
| ↘580 | ↘558 | ↗570 | ↘549 | ↘528 |      |      |

## Состав сельского поселения
| № | Населённый пункт  | Тип населённого пункта       | Население |
| - | ----------------- | ---------------------------- | --------- |
| 1 | Арзаматово        | деревня                      | ↘10       |
| 2 | Большое Устинское | село, административный центр | ↘486      |
| 3 | Заречный          | посёлок                      | ↘18       |
| 4 | Уста              | посёлок лесоучастка          | ↘0        |
| 5 | Малиновские       | деревня                      | ↘0        |
| 6 | Туманур           | деревня                      | ↘20       |
| 7 | Чалпайки          | деревня                      | ↘22       |
| 8 | Чура              | деревня                      | ↘73       |